# Schefflera rhynchocarpa
Schefflera rhynchocarpa är en araliaväxtart som beskrevs av Elmer Drew Merrill. Schefflera rhynchocarpa ingår i släktet Schefflera och familjen araliaväxter. Inga underarter finns listade.